# Hertog Hendrik (voetbalclub)
Hertog Hendrik is een voormalige Nederlandse voetbalvereniging uit de Arnhem in Gelderland, en was na Vitesse de oudste voetbalclub van Arnhem.
Hertog Hendrik was een voetbalclub met een lange historie. Op 2 februari 1909 werd de voetbalclub onder de naam 'Hercules' opgericht. In 1911 werd een aanvraag gedaan om toegelaten te worden tot de Geldersche Voetbalbond (Geld. VB). Omdat deze bond was aangesloten bij de Nederlandse Voetbal Bond (NVB) kon Hercules zich alleen aanmelden als de club een andere naam zou aannemen, omdat er reeds in Utrecht een Hercules bestond. Nadat Prinses Juliana werd afgewezen werd er gekozen voor de naam Hertog Hendrik.
Sinds de oprichting heeft Hertog Hendrik op vele locaties hun wedstrijden gespeeld. Het begon aan het Onderlangs, daarna volgden onder andere Het Broek, Geitenkamp (Rosendaalseweg), Valkenhuizen, Gemeentelijk Sportpark, Zonneweelde (Lange Water), Alteveer (De Waterberg) en De Paasberg.
In 1994 besloten de verenigingen Hertog Hendrik en GOVA (Giro Ontspanningsvereniging Arnhem) opgericht in 1956, te fuseren tot de vereniging SV de Paasberg.